# Foghúzás

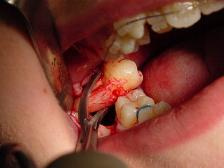
Sebészeti fogeltávolítás

A foghúzás (extractio) az a művelet, mely során a fogat eltávolítják a szájüregből. A fogak eltávolítására a leggyakoribb ok az előrehaladott fogszuvasodás. Ezenkívül még sok más ok miatt folyamodnak foghúzáshoz: előrehaladott paradontopátia, impaktált fog (az állcsontokból előtörni nem tudó fog), fogszabályozás stb. Nem tartozik a sebészeti beavatkozások közé és általában helyi érzéstelenítésben végzik. Ugyanakkor létezik az ún. sebészeti fogeltávolítás is, melyhez akkor folyamodnak, ha a konzervatív módszerekkel nem sikerült eltávolítani a fogat.

## Története
A foghúzást már ősidők óta használják, mint különböző betegségek gyógyítására és mint kínzási módszer. A középkorban a borbélyok foglalkoztak a fogak eltávolításával. A 14. században Guy de Chauliac fejlesztette ki az első speciálisan a foghúzásra használt eszközt, a pelikánt. Később,  a 18. századtól kezdve a fogkulcsot használták. Ezt a házkulcsból alakították ki. Miután beillesztették a fog mellé csavaró mozgásokkal próbálták kihúzni a fogat. A ma használatos fogókat és emelőket a 20. század elején fejlesztették ki.

## Javallatok, ellenjavallatok
A foghúzás javallatai manapság, a fogászati kezelések fejlődésével, beszűkültek. Mégis van pár eset, amikor a fog megtartása nem lehetséges:
- előrehaladott fogszuvasodás esetén, amikor a fogkorona annyira tönkrement, hogy nem lehet fogpótlástani módszerekkel helyreállítani
- előrehaladott fogágybetegség esetén, ha a kezelés sikertelen, vagy a fog már nagyon mozog
- ha a fogbél gyulladása ráterjed a gyökeret körülvevő csontra és a gyökérkezelés vagy a gyökércsúcscsonkolás nem járt sikerrel
- törést szenvedett fog esetén, ha a törésvonal a koronális kétharmadban van
- a rágósíkból túlságosan kiemelkedő és az erősen dőlt fogakat, ha azokat nem lehet fogszabályzással helyreigazítani
- helyteremtés céljából fogszabályozás során, „értékesebb” fogak számára. Ilyenkor általában kisőrlőket szoktak kihúzni
- előtörni nem tudó (impaktált) fogak (általában bölcsességfogak)
- daganat besugárzása esetén, ha az a fogakat is érinti. A besugárzás hatására a fogak demineralizálódnak és szétmállnak. Mindez fájdalom nélkül történik de fertőzési kapuként működhet. Ugyanakkor a foghúzás után a csont nehezen gyógyul.
- hosszan megmaradó tejfogakat is eltávolítanak, ha azok akadályozzák a maradó fogak előtörését

Létezik egy pár általános betegség, mely ellenjavallatát képezheti a beavatkozásnak, vagy fokozott figyelmet igényel a beavatkozás során. A szövődmények megelőzése érdekében először ezek kezelése, illetve a beteg stabil állapotba hozása szükséges. Ilyenek a szív-érrendszer betegségei (magas vérnyomás, infarktus, szívritmuszavarok, a szívbillentyű betegségei), vérzékenység, májbetegségek, cukorbetegség, pajzsmirigybetegségek, allergia, alkoholizmus, vesebetegségek.
A fertőzés veszélyének csökkentése érdekében a foghúzás előtt a szájüreget szanálni kell. Tehát a meglévő szuvasodásokat, a fogkövet, a szájnyálkahártya-gyulladásokat meg kell szüntetni. Ha daganat van a közelben, fennáll a daganatsejtek szórásának veszélye.

## Technikák
Két alapvető technika létezik a fogak eltávolítására. Az egyszerű foghúzás során a fognak egy látható, jól hozzáférhető része van a szájüregben és erre felhelyezhetőek a fogók, illetve az emelőkkel is jól megközelíthető. Amikor ez nem lehetséges (például ínyszél alá törött fog), vagy a fog még nincs előtörve, akkor sebészeti fogeltávolítást (alveolotómia) végeznek.
A fogóval történő foghúzáskor a fogmedret tágítják vestibulo-orális irányú mozgásokkal. Ilyenkor a gyökérhártyarostok, melyek a fogat rögzítik, átszakadnak. Ugyanakkor a csont kitágul, lehetővé téve az esetlegesen szétágazó gyökerek eltávolítását is. Minden fogcsoportnak saját fogója van. Ezek a harapófogóra hasonlítanak, ahol a csőrök különböző vastagságúak és különféle módon vannak meghajlítva, a jobb hozzáférhetőség miatt. A fogó felhelyezését megelőzően az íny hámtapadását szüntetik meg. Ellenkező esetben az eltávolítás során beszakadna. Ezután a fogat emelővel luxálni szokták. Az emelő éle egy keskeny lapáthoz hasonlít. Ezt a fog és a csont közé vezetik be, átvágva ezáltal a gyökérhártyarostokat és tágítva is az alveolust. Miután a fog kellő mobilitást mutat a fogóval eltávolítják a fogat.
Abban az esetekben, mikor a konzervatív módszer nem jár sikerrel vagy nem kivitelezhető, alveolotómiához folyamodnak. A korábban említett technika nem kivitelezhető ínyszél alá törött fog, korábbi foghúzás alkalmával bentmaradt gyökérmaradvány, nagyon görbe gyökerek esetén,  továbbá akkor, ha a szomszédos fogak a gyökér fölé dőlnek, beszűkítve ezáltal a helyet és ankylosis (a fog összecsontosodik a fogmederrel) esetén. A beavatkozás során az állcsontgerinc vesztibuláris felszínén a nyálkahártyát lefejtik, majd a csontot eltávolítják. Ily módon a gyökérmaradvány szabaddá válik és könnyedén eltávolítható.

## A seb ellátása és gyógyulása

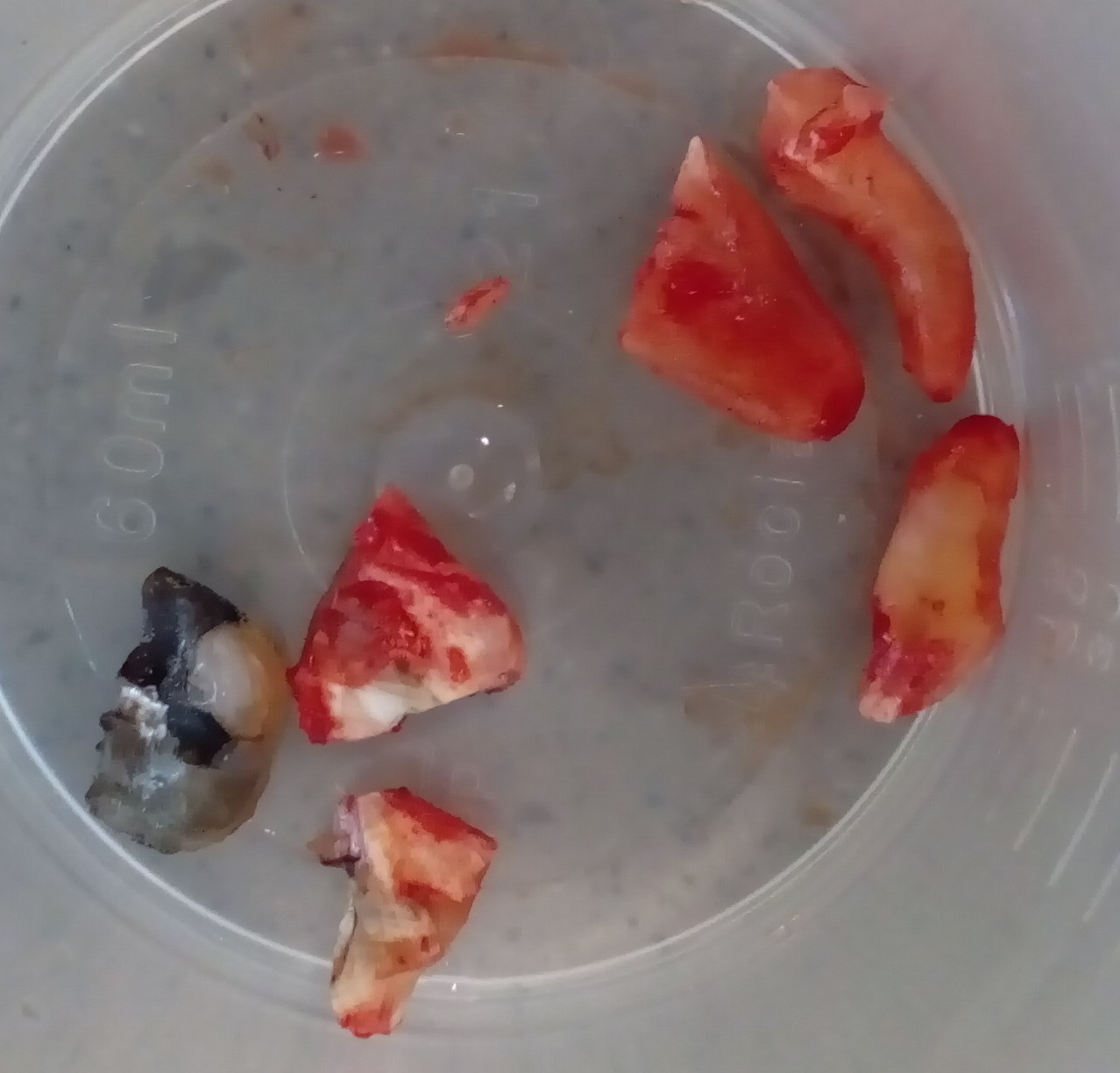

A fog eltávolítása után a szájüregben egy csontseb marad vissza. Ezt a sebet el kell látni annak érdekében, hogy a gyógyulás megfelelően menjen végbe. Két eset lehetséges: a fogat egyben el tudták távolítani, a csont nem roncsolódott és nem maradt vissza gyulladásos szövet, vagy az alveolusban gyulladásos szövetet és baktériumokat találunk. Ez utóbbi a gyakoribb, mivel általában olyan fogak kerülnek eltávolításra, amelyek kiterjedt periapikális gyulladásokat okoznak. Normális esetben a fogorvos csak összeszorítja a fogmedret és egy steril géztampont helyez föléje. A páciensnek a következő utasításokat kell betartania: nem szabad öblögetnie, szívogatnia a területet, hogy a vérrög ne mozduljon ki az alveolusból; ugyancsak ebből a meggondolásból néhány napig csak puha ételeket fogyasszon; az étel nem szabad, hogy forró legyen, mert értágulatot okoz és újra elindulhat a vérzés.
Normális körülmények között a fog eltávolítása után keletkezett üreg telítődik vérrel, és egy vérrög képződik. A vérrög a legfontosabb tényező a seb gyógyulásában, mivel ez elzárja a sebet a szájüregtől, ahonnan az könnyen fertőződhet. Egy-két napon belül a maradék gyökérhártya felől makrofágok és fibroblasztok vándorolnak a vérrögbe, és elkezdik annak tisztítását, illetve a kötőszövet lerakását. Ezzel párhuzamosan a csont felől új érhálózat fejlődik ki. Az íny hámsejtjei szaporodni kezdenek és a seb széleitől megindul a seb hámosodása. 2-3 héten belül az alveolust egy kemény kötőszövet fogja kitölteni, felületét pedig normális fogíny fogja fedni. A következő 6 hétben megjelennek a csontképző sejtek (osteoblastok), melyek egy homogén, osteiod csontszövetet fognak képezni. Ez fokozatosan mineralizálódik és a funkcionális igénybevételek szerint rendeződik. A foghúzástól számított 6 hónapon belül a fogmedret egy normális csontszövet fogja kitölteni. Röntgenfelvételen pedig nem lehet elkülöníteni az üreg helyét.
A seb gyógyulását késleltetheti a fogmederben maradt gyökérmaradvány, esetleg a fogorvos által indokolatlanul odahelyezett idegen anyag (géztampon, antibiotikum csap) és egy sor általános tényező: idős kor, terhesség, fehérjehiány, C- és D-vitamin hiány, kortikoszteroid-kezelés stb.
Ugyancsak késlelteti a gyógyulást, ha a fogágy is gyulladásban van és a seb fertőzött. Ha a gyulladás heveny fázisban van, akkor ez általában a fog eltávolításával meg is szűnik. Ilyenkor a gyulladásos váladék spontán levezetődik és a fogmederben kialakul a vérrög. Az alveolust fertőtlenítő oldattal vagy fiziológiás oldattal mossák át. Ha a vérrög nem alakul ki és a váladékozás tovább tart, egy gézcsíkot vezetnek a sebbe, melyen keresztül dréneződik a váladék. Ezenkívül antibiotikum csapokat is behelyeznek. Ezek széles spektrumú antibiotikumot, gyulladáscsökkentőt és fájdalomcsillapítót tartalmaznak. 
Ha a gyulladás krónikus fázisban van, szintén két lehetőség van. Az egyikben a gyulladás jól körülhatárolt, saját tokkal rendelkezik és gyakran a foggal együtt eltávolítható. A gyökércsúcson egy harangnyelvszerű megvastagodás, gennyzacskó található. A másik esetben a gyulladás szorosan tapad a csonthoz, esetleg azt beszűri. Ilyenkor az alveolust ún. küretkanalakkal szokták kikaparni, eltávolítva ezáltal a gyulladásos szöveteket.
Ha túl nagy seb keletkezik vagy a beavatkozás során a fogágy roncsolódott, a sebet varrni szokták.

## Balesetek, szövődmények
A foghúzás során bizonyos anatómiai viszonyok és az esetlegesen rosszul megválasztott technika miatt kisebb-nagyobb balesetek fordulhatnak elő.
1. A fogak törése: előfordulhat a húzott fog törése, ha már nagyon meggyengült a fogállomány. A nagyon görbe gyökerek egyszerű mechanikai okok miatt könnyen törnek. Ritkábban történik meg hogy a szomszédos, esetleg az antagonista fogak sérülnek. Ilyenkor a sérülés kiterjedésétől függően restaurálják a fogat.
2. A lágyrészek sérülései: nehéz, hosszantartó húzások esetén gyakran előfordul az íny beszakadása, roncsolása. Ebben az esetben, ha a sérült rész nem megtartható eltávolítják és a sebet varrják. Az emelő megcsúszhat és sértheti a szájpadot, szájfeneket, nyelvet erős vérzéseket okozva. A vérzés megállítására hemosztatikus varrást alkalmaznak, mely egy mély öltésből áll a seb alatt.
3. Az idegek sérülései: főleg két ideg van kitéve a baleseti sérüléseknek: a nervus alveolaris inferior (mely az állkapocsban halad és az alsó fogakat látja el érző beidegzéssel, meg a szájtornác alsó részét, a frontfogaknak megfelelően) és a nervus lingualis (az állkapocs belső felén halad, a lingvális fogínyt és nyelvet látja el). Az idegek sérülhetnek az alveolus kikaparása során, mikor behatolnak a canalis mandibularisba, vagy az állkapocs törése esetén. Ilyenkor az ideg beidegzésének a területén egy átmeneti érzéskiesés lép fel. Ez általában pár nap, vagy hét alatt megoldódik, de kis esetben végleges is lehet. Ha valami idegen anyag kerül az ideggel kapcsolatba és izgatja azt, trigeminus neuralgia alakul ki, ami erős, kibírhatatlan fájdalommal jár. Az ok eltávolítása után általában megoldódik.
4. Csonttörések: nehezen eltávolítható és/vagy valamilyen csontot gyengítő patológiás folyamat (pl. osteomyelitis) esetén előfordulhat a fogmeder, a tuber maxillae, vagy az állkapocs (főleg a szögletnél) törése. Ha kisebb darab törik le és az megtartja a kapcsolatát a csonthártyával, akkor megtartható.
5. Az arcüreg megnyitása: a felső kis- és nagyőrlők nagyon közel találhatóak az arcüreg aljához, gyakran az arcüreg betüremkedik a fogak gyökerei közé is. Egy krónikus gyulladás esetén a gyökércsúcs körül ez a vékony csontlemez könnyen felszívódik. Ebben az esetben a foghúzás során könnyen megnyílhat az arcüreg, ha a csont teljesen felszívódott vagy ha a fogorvos a gyulladt szöveteket próbálja eltávolítani. Ha a kommunikálás kialakul az arcüreg és a szájüreg között biztosítani kell annak elzárását. Ez általában megoldódik azzal hogy az alveolus feltelik vérrel és a sebet bevarrják. Ugyanakkor a jobb gyógyulás érdekében ún. gelfoam anyagot is behelyezhetnek a fogmederbe, a beteget felkérik hogy ne fújja az orrát, vigyázzon a sebre. Emellett a fertőzés megelőzésére antibiotikum adnak.
6. Gyökér bejuttatása az arcüregbe: olyankor fordul elő, mikor kis gyökérdarabot emelővel próbálnak eltávolítani és véletlenül feltolják az arcüregbe. A gyökérdarabot a nyitott fogmeder felől is el lehet távolítani, de gyakran előfordul, hogy ez csak Caldwell-Luc féle műtéttel lehetséges.  Ilyenkor egy ablakot nyitnak az állcsont fossa canina nevű területén és ezen keresztül távolítják el a darabot.
7. Elhúzódó vérzés: a foghúzás mindig vérzéssel jár. De ez pár percen belül eláll. Több órán át fennálló vérzés már nem normális és ellátásra szorul. A kezelés különböző véralvadást elősegítő anyagok fogmederbe való helyezéséből, a seb varrásából és nyomókötés alkalmazásából áll. Súlyos esetekben (pl. vérzékenység esetén) általános kezelés is szükséges lehet.
8. Postextractios alveolitis: a fogmeder csontjának fertőzéses gyulladása, melynek pontos oka ismeretlen. Általában megfigyelhető a vérrög (ami a sebet védi a fertőzés ellen) kialakulásának a hiánya, vagy annak a felszívódása. A gyulladás fő és gyakran egyetlen tünete a nagyon erős fájdalom, ami nem szűnik fájdalomcsillapítókra. Előfordulhat még rossz szájszag, láz, helyi nyirokcsomó duzzanat. A kezelés a fogmeder mechanikai tisztításából, fertőtlenítő anyagokkal való átmosásából áll. Ezután antibiotikumot, gyulladáscsökkentőt és fájdalomcsillapítót tartalmazó csapokat helyeznek a fogmederbe. A műveletet szükség esetén megismétlik.